# Johnny Wijland
Johan (Johnny / John) Wijland (6 september 1950) is een Nederlands voormalig voetballer die doorgaans als verdediger speelde.
Wijland kwam uit de jeugd van Go Ahead en speelde ook in de Nederlandse UEFA-jeugd. Hij werd voor het seizoen 1969/70 gecontracteerd door AGOVV dat uitkwam in de Tweede divisie. In mei 1970 liet hij zich op de transferlijst zetten en werd in juni overgedaan aan het Duitse Arminia Hannover. In 1971 zou hij samen met zijn ploeggenoot Werner Korndörfer naar SC Heracles gaan. Wijland bleef echter in Duitsland en speelde voor het tweede team van FC St. Pauli. In het seizoen 1972/73 speelde hij voor Vitesse in de Eerste Divisie.